# 沙貓裝甲車
沙貓裝甲車（希伯來語：פלסן קרקל）為一種以色列輕型8人裝甲車，由福特F-450系列商用卡車底盘改裝而來，適用輕度戰爭區域。以色列以此基礎，開發為Guardium MK3無人遙控裝甲車。
2006年，中美洲卡車展上發表為沙貓裝甲車公開亮相；2007年，推出了沙貓plus升級版加強核生化防護和滅火裝置。2008年，美國Oshkosh公司獲授權，也開始生產沙貓，並有若干小改裝。

## 使用國
- 保加利亚[5]
- 加拿大[1]
- 以色列[6][7]
- 墨西哥[8]
- 奈及利亞[9]
- 瑞典

## 圖片集

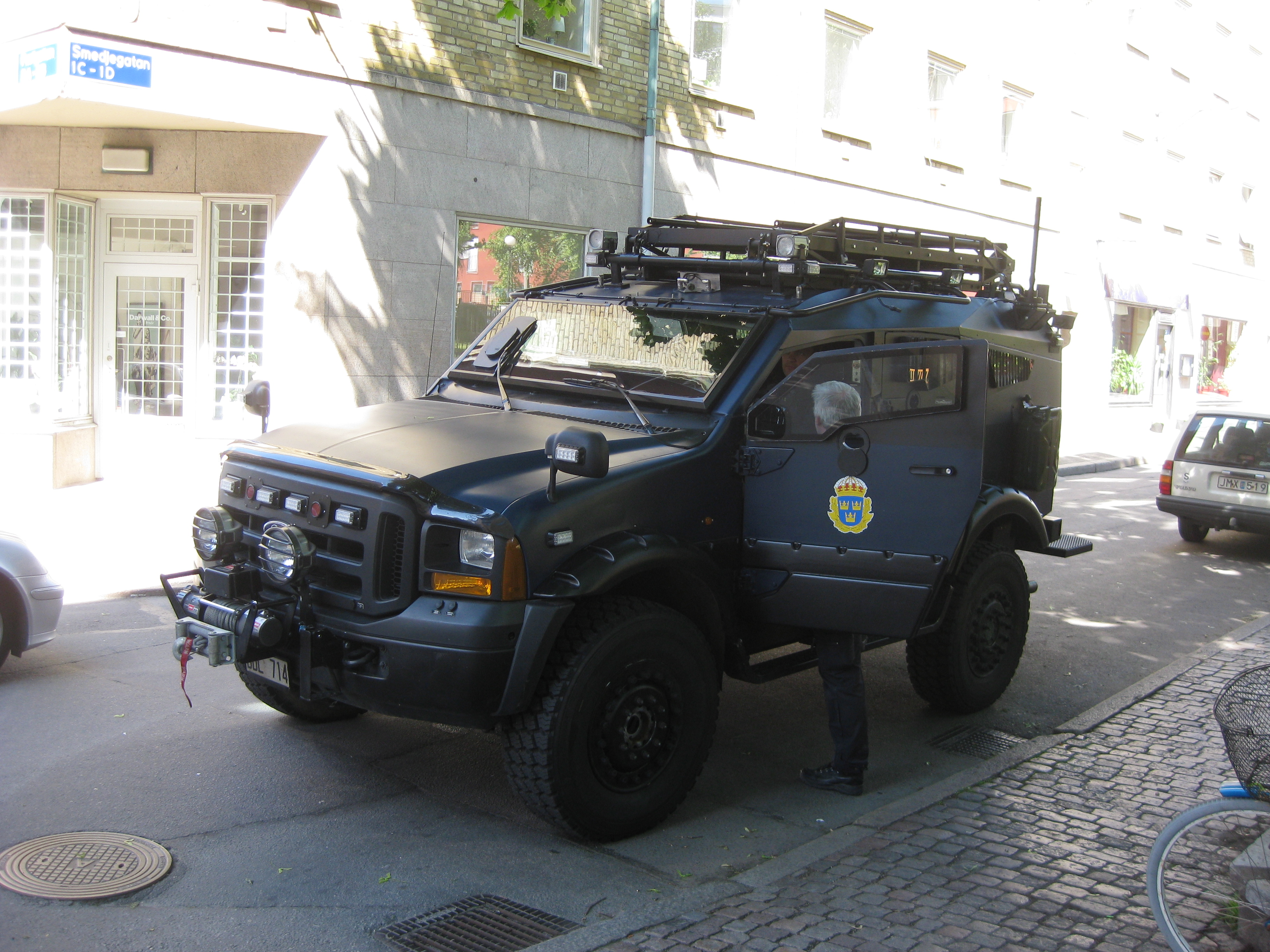
瑞典Piketen的沙貓。
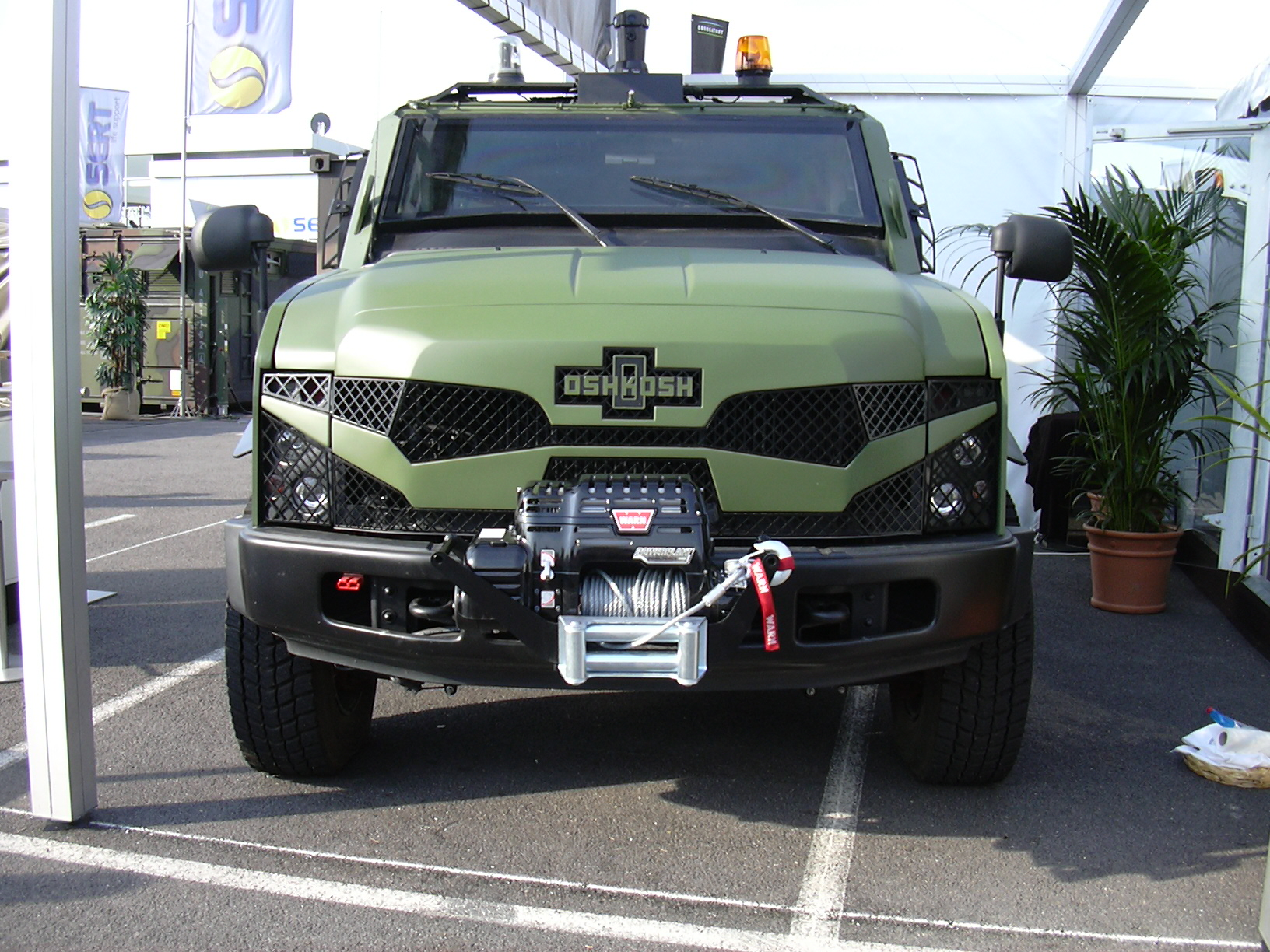
美商Oshkosh改裝車。
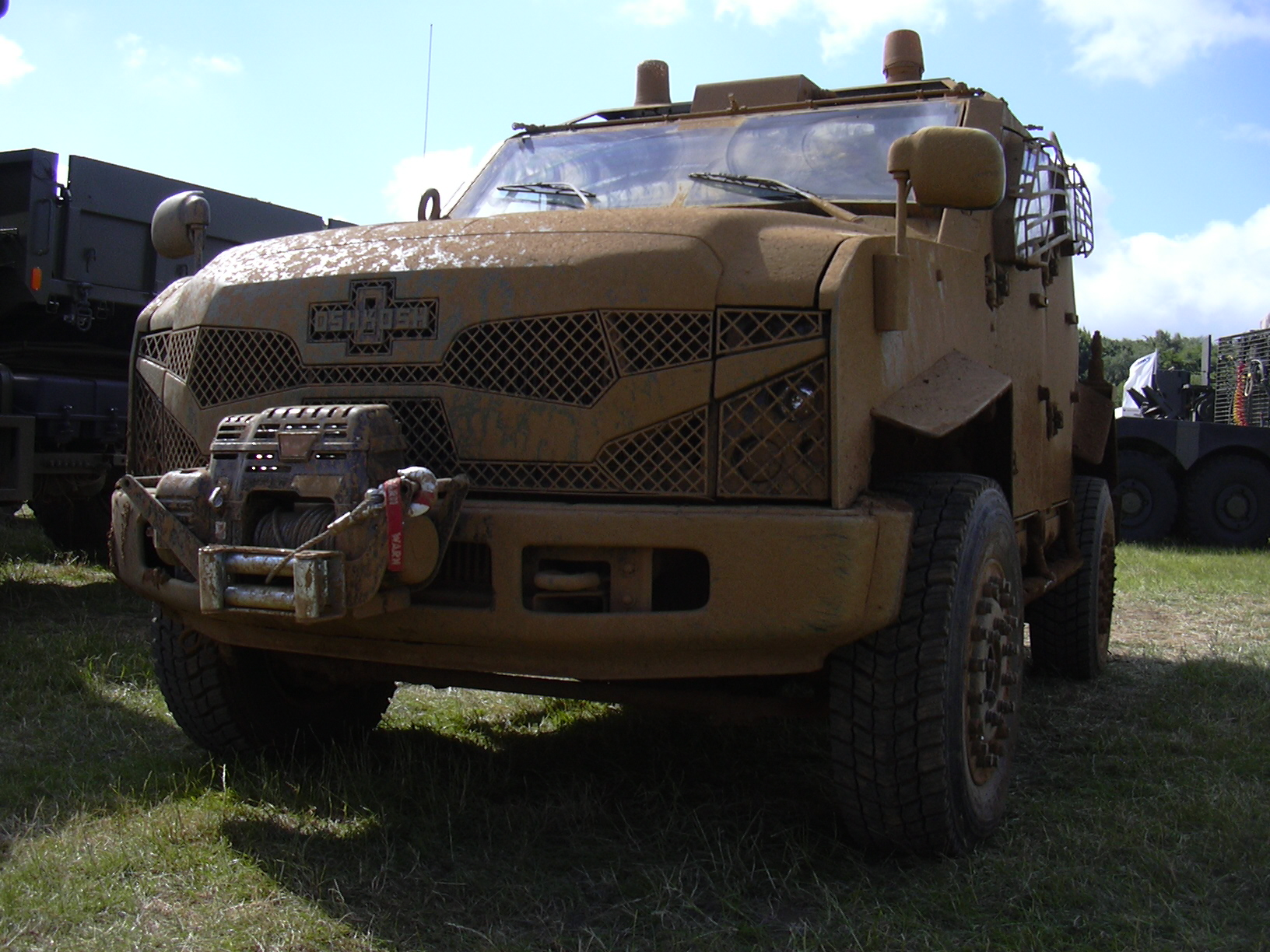
美商Oshkosh改裝車。2008年6月在英國的軍事博覽會。
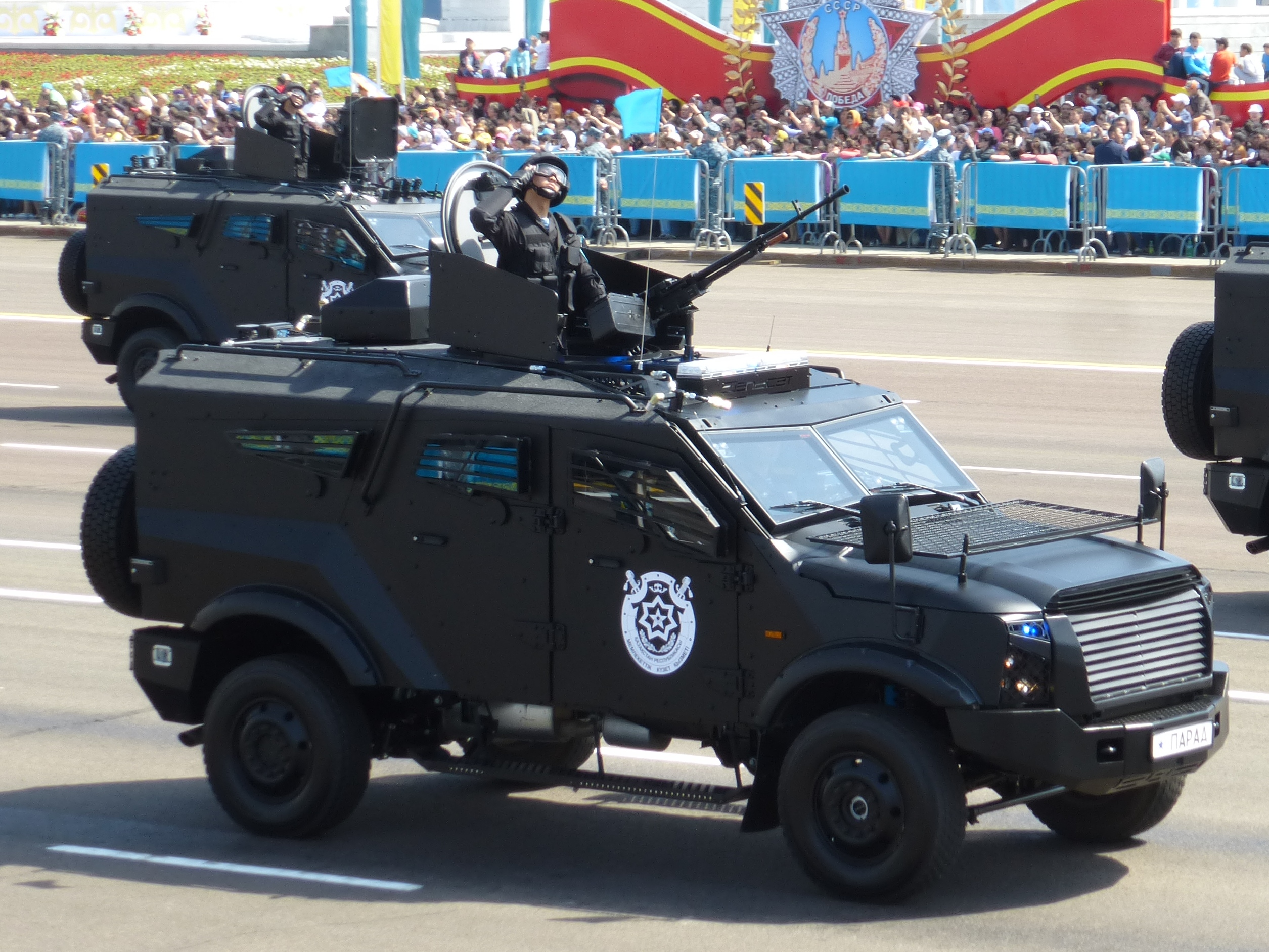
哈萨克斯坦閱兵式。
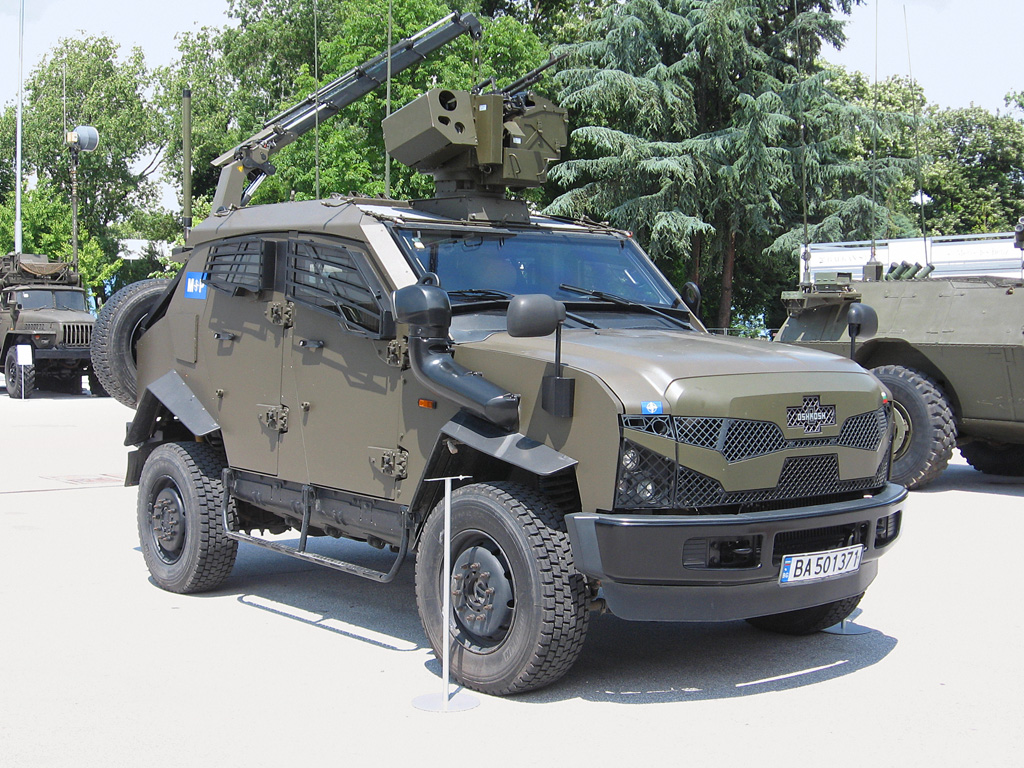
2012年5月，保加利亞軍警沙貓展示版，由美商Oshkosh改裝。
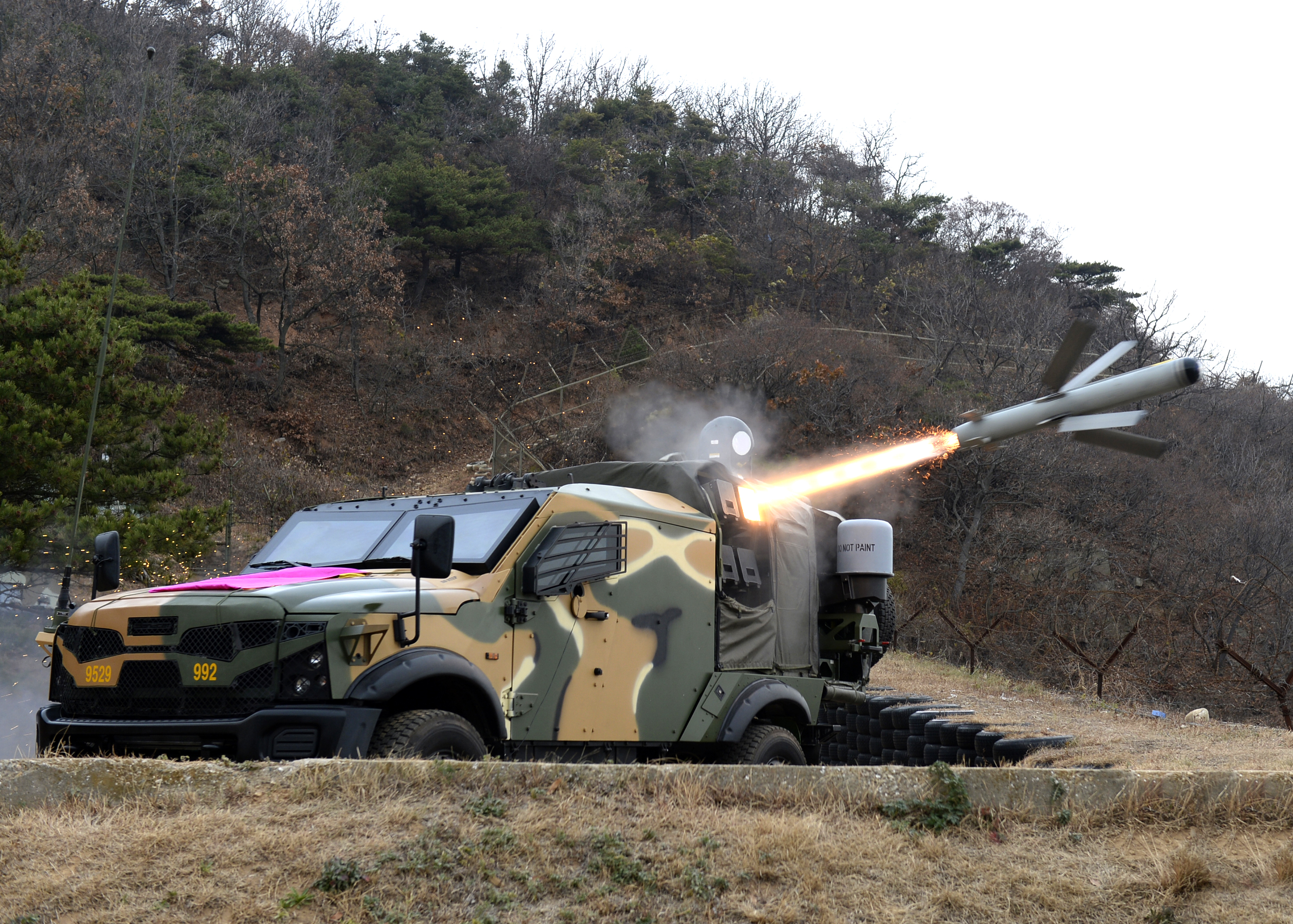
韩国拥有的沙猫发射
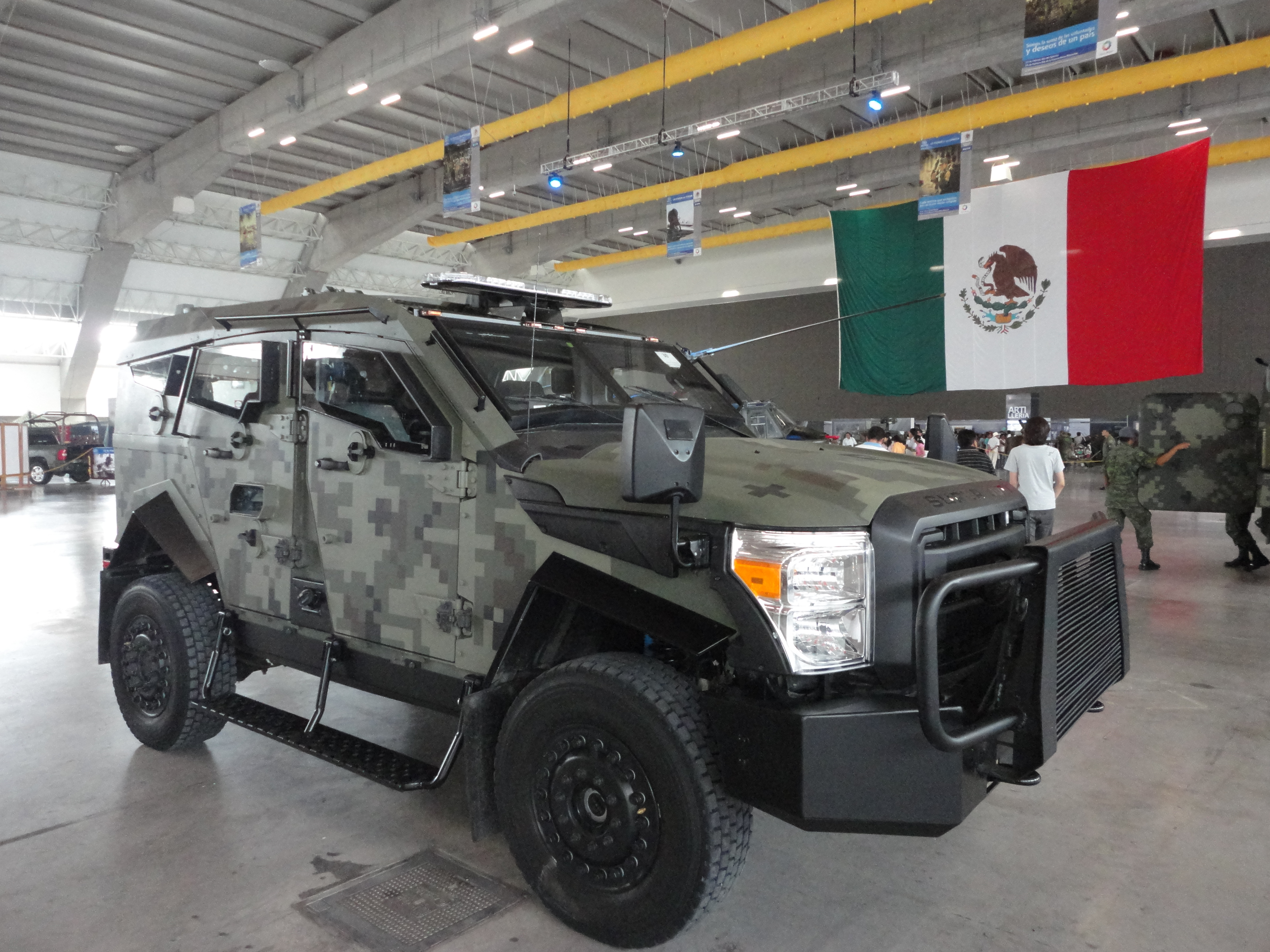
墨西哥的沙猫